# العلاقات السنغافورية الليختنشتانية
العلاقات السنغافورية الليختنشتانية هي العلاقات الثنائية التي تجمع بين سنغافورة وليختنشتاين.

## مقارنة بين البلدين
هذه مقارنة عامة ومرجعية للدولتين:
| وجه المقارنة                                              | سنغافورة                                                             | ليختنشتاين                                 |
| --------------------------------------------------------- | -------------------------------------------------------------------- | ------------------------------------------ |
| المساحة (كم2)                                             | 719                                                                  | 16                                         |
| عدد السكان (نسمة)                                         | 5.89 مليون                                                           | 37.47 ألف                                  |
| الكثافة السكانية (ن./كم²)                                 | 819.19 ألف                                                           | 234.19 ألف                                 |
| العاصمة                                                   | سنغافورة                                                             | فادوتس                                     |
| اللغة الرسمية                                             | لغة إنجليزية، اللغة الملايو، اللغة الصينية القياسية، اللغة التاميلية | اللغة الألمانية                            |
| العملة                                                    | دولار سنغافوري                                                       | فرنك سويسري                                |
| الناتج المحلي الإجمالي (بليون دولار)                      | 323.91 مليار                                                         | 6.29 مليار                                 |
| الناتج المحلي الإجمالي (تعادل القوة الشرائية) بليون دولار | 472.59 مليار                                                         |                                            |
| الناتج المحلي الإجمالي الاسمي للفرد دولار أمريكي          | 52.89 ألف                                                            |                                            |
| الناتج المحلي الإجمالي للفرد دولار أمريكي                 | 82.76 ألف                                                            |                                            |
| مؤشر التنمية البشرية                                      | 0.925                                                                | 0.908                                      |
| رمز المكالمات الدولي                                      | +65                                                                  | +423                                       |
| رمز الإنترنت                                              | .sg                                                                  | .li                                        |
| المنطقة الزمنية                                           | ت ع م+08:00، توقيت سنغافورة المنسق ‏                                  | توقيت وسط أوروبا، ت ع م+01:00، ت ع م+02:00 |

## منظمات دولية مشتركة
يشترك البلدان في عضوية مجموعة من المنظمات الدولية، منها:
| علم المنظمة | اسم المنظمة                   | تاريخ انضمام سنغافورة | تاريخ انضمام ليختنشتاين |
| ----------- | ----------------------------- | --------------------- | ----------------------- |
|             | الاتحاد البريدي العالمي       | ?                     | ?                       |
|             | الاتحاد الدولي للاتصالات      | 22 أكتوبر 1965        | 25 يوليو 1963           |
|             | منظمة حظر الأسلحة الكيميائية  | ?                     | ?                       |
|             | منظمة التجارة العالمية        | ?                     | ?                       |
|             | منظمة الشرطة الجنائية الدولية | ?                     | ?                       |
|             | الأمم المتحدة                 | 21 سبتمبر 1965        | 18 سبتمبر 1990          |

## وصلات خارجية
- موقع وزارة الخارجية السنغافورية